# Chapelle des Lombards
Chapelle des Lombards est l'un de clubs de jazz et de musique latino-américaine de Paris, fondé en 1978 dans la rue des Lombards, dans le 1er arrondissement avant de déménager dans le quartier de la Bastille en 1981.

## Histoire
Fondé en 1978, au 62, rue des Lombards à Paris, le site a parmi ses fondateurs, Rémy Kolpa Kopoul, journaliste à Libération, qui a déniché un endroit « super » dans le quartier des Halles: une chapelle gothique du XIIIe siècle, longtemps occupée par une mûrisserie de bananes, à plusieurs mètres sous terre et à l'acoustique « fabuleuse ». Parmi les autres fondateurs, Pierre Goldman,, journaliste chargé de la musique au Nouvel Observateur, ou encore Jean-Luc Fraisse, un Albigeois né en 1947 et son épouse, Nicole Fraisse Delaroque, qui gèrent le club, d'une jauge de 160 places, jusqu'à leur départ à Nîmes au début du XXIe siècle.
Pierre Goldman y effectue des prestations quotidiennes aux tumbas. Sous son influence, les gérants programment, début 1979, un chanteur de Panama, Azuquita, alias Luiz Argumedes Rodriguez. Passionné de musiques afro-caribéennes, le gérant Jean-Luc Fraisse  y invita tous les grands salseros de la Fania All Stars. Le lieu accueille peu après sa création Jacques Higelin, Téléphone et autres groupes de rock. Il est transféré en 1981 rue de Lappe, dans le 11e arrondissement près de la Bastille.